# Pilosocereus quadricentralis
Pilosocereus quadricentralis ist eine Pflanzenart in der Gattung Pilosocereus aus der Familie der Kakteengewächse (Cactaceae). Das Artepitheton quadricentralis bedeutet ‚mit vier Mittelstacheln‘.

## Beschreibung
Pilosocereus quadricentralis wächst baumförmig mit einem deutlichen Stamm, verzweigt deutlich oberhalb der Basis und erreicht Wuchshöhen von bis zu 5 Metern. Die aufrechten, glauk-grünen Triebe weisen Durchmesser von 7 bis 8 Zentimetern auf. Es sind 8 Rippen vorhanden. Die an der Basis zwiebelig verdickten Dornen sind anfangs bräunlichen rot und vergrauen später. Die 4 spreizenden Mitteldornen sind 2 bis 3,5 Zentimeter lang. Die 11 bis 13 spreizenden Randdornen sind 10 bis 20 Millimeter lang. Der blühfähige Teil der Triebe ist deutlich ausgeprägt und befindet sich seitlich oder in der Nähe der Spitze. Die Areolen dort tragen reichlich weiße Wolle.
Die Blüten sind „groß“ und nicht weiter beschrieben. Die kugelförmigen Früchte weisen Durchmesser von bis zu 4 Zentimetern auf.

## Verbreitung, Systematik und Gefährdung
Pilosocereus quadricentralis ist in den mexikanischen Bundesstaaten Oaxaca und Chiapas verbreitet.
Die Erstbeschreibung als Cephalocereus quadricentralis wurde 1948 von Elmer Yale Dawson (1918–1966) veröffentlicht. Curt Backeberg stellte die Art 1960 in die Gattung Pilosocereus.
In der Roten Liste gefährdeter Arten der IUCN wird die Art als „Endangered (EN)“, d. h. als stark gefährdet geführt.

## Nachweise